# جون هيرتاس
جون ويليام هوفستدت (بالإنجليزية: Jon William Hofstedt)‏ المعروف بالاسم الفني جون هيرتاس (بالإنجليزية: Jon Huertas)‏ ممثل أمريكي من أصل بورتوريكي. معروف عن دوره الرقيب أنطونيو 'بوكي' إسبيرا في المسلسل التلفزيوني القصير قتل الجيل عن غزو العراق عام 2003 وفي دور جو نيغروني في فيلم لماذا لا يخدع في الحب ومحقق جرائم الانتحار خافيير إسبوزيتو في المسلسل التلفزيوني القلعة.
هيرتاس كان مجند القوات الجوية الأمريكية في عام 1987 وخدم لمدة 8 سنوات كاختصاصي أسلحة تقليدية ونووية. شارك في الغزو الأمريكي لبنما وعملية عاصفة الصحراء.

## روابط خارجية
- جون هيرتاس على موقع IMDb (الإنجليزية)
- جون هيرتاس على موقع روتن توميتوز (الإنجليزية)
- جون هيرتاس على موقع ميوزك برينز (الإنجليزية)
- جون هيرتاس على موقع تيرنر كلاسيك موفيز (الإنجليزية)
- جون هيرتاس على موقع أول موفي (الإنجليزية)
- جون هيرتاس على موقع أول ميوزيك (الإنجليزية)
- جون هيرتاس على موقع قاعدة بيانات الفيلم (الإنجليزية)